# آرچیبالد گارود
آرچیبالد گارود (انگلیسی: Archibald Garrod؛ ‏ ۲۵ نوامبر ۱۸۵۷ – ۲۸ مارس ۱۹۳۶) پزشک اهل بریتانیا بود و یکی از پیشگامان حوزهٔ خطاهای مادرزادی متابولیسم بود که بیماری مادرزادی ادرار سیاه و ارثی بودن آن را کشف کرد. وی از سال ۱۹۲۰ تا ۱۹۲۷ استاد ریجِس دانشگاه آکسفورد بود. پدر او هم پزشکی برجسته بود که در سن ۲۳ سالگی دکترای پزشکی گرفت و در سن ۳۲ سالگی استاد کالج دانشگاهی لندن شد و متابولیسم غیرعادی اوریک اسید را در بیماری نقرس کشف کرد.
آرچیبالد گارود در کرایست چرچ و دانشگاه آکسفورد درس خواند و دوران تحصیلات تکمیلی را در بیمارستان سنت بارتلمه گذراند مدرک کارشناسی پزشکی و جراحی را در سال ۱۸۸۵ دریاف کرد و عضو «کالج سلطنتی پزشکان» لندن شد. وی به سبب خدمات پزشکی‌اش در جریان جنگ جهانی اول نشان سنت مایکل و سنت جورج دریافت کرد.